# Nico Vlaming
N.L.M. (Nico) Vlaming (Amsterdam, 22 juli 1947) is een Nederlands predikant, dichter en componist.

## Levensloop
Vlaming groeide op in een katholiek gezin. Hij studeerde theologie aan het seminarie Hageveld in Heemstede en vervolgens aan de Katholieke Theologische Hogeschool in Amsterdam en het Evangelisch-Luthers seminarium aldaar.
Vlaming werd in 1980 aangesteld als predikant aan de lutherse kerk in Den Helder en vervolgens aan de  lutherse kerk in Ede. In 2011 werd hij predikant aan de hervormde kerken van Kats en Kortgene waar hij tot 2012 actief was. Hij vervulde daarnaast ook een aantal nevenfuncties. Zo is hij redactielid van het Dienstboek van de Protestantse Kerk in Nederland en was hij docent bijbelse theologie aan de lutherse lekenopleiding in Amsterdam en docent liturgie aan de Theologische Vorming voor Gemeenteleden in Goes. Als dirigent leidde hij een groot aantal cantorijen.

## Publicaties
- (1996) Laat ons bidden… Een handreiking bij de gebeden in de zondagse eredienst
- (2001) De stilte zingt u toe… Gebedsvieringen volgens de traditie van Taizé
- (2012) Heel mijn ziel (i.s.m. Christiaan Winter).

## Kerkliederen
- Gebed om troost
- Een gebed vóór de operatie
- Gij werken des Heren, zegen de Heer
- Gezegend de Heer, gezegend Israëls God
- Met hart en ziel maak ik Hem groot
- De glorie van de Eeuwige zal worden onthuld
- Laat onder u de gezindheid zijn
- Het licht dat weer opnieuw begon
- Wat klaarstaat op de tafel
- O Heer mijn God, ook deze nacht
- In de veelheid van geluiden
- Een engel spreekt een priester aan
- Een mens te zijn op aarde
- Het waren tien geboden
- Alles wat over ons geschreven is
- Naam van Jezus die ten dode
- O kostbaar kruis, o womder Gods
- Licht, ontloken aan het donker
- Wij zullen leven, God zij dank
- Christus heeft voor ons geleden
- Zing voor de Heer een nieuw gezang
- De Heer richt op zijn berg een maaltijd aan
- De toekomst van de Heer is daar
- In de schoot van mijn moeder geweven
- Mensen, wij zijn geroepen om te leven
- Liefde, eenmaal uitgesproken
- Schuldig staan wij voor U, Heer
- Ons heeft de Heer met liefde neergeschreven
- Heer, onze God, van U komt al wat deze tafel biedt
- Onze Vader in de hemel
- Heer, onze God, geef ons een rustige nacht
- Hier is je bed, het wacht op je slaap
- Trouwe God, U bent gekomen
- Barmhartige God, als een geschenk
- Bij het vallen van de nacht

- Virtual International Authority File: 280132643